# Roemeria
Roemeria és 
un gènere de plantes amb flors de la família papaveràcia Conté de 4 a 5 espècies originàries de les regions estèpiques o desèrtiques de l'Antic Continent (regions irano-turiana, sahariana i mediterrània)
L'única espècie d'aquest gènere autòctona als Països Catalans és Roemeria hybrida (rosella morada).

## Taxonomia
- Roemeria hybrida (L.) DC.
- Roemeria refracta DC.